# Erie Abe
Erie (阿部絵里恵 Abe Erie?) 3 de septiembre de 1987; es una cantante del grupo japonés Dream y la vocalista / líder de baile de la subunidad E-girls. En el 2012 se dio a conocer que también es DJ y ha estado haciendo sus presentaciones en solitario bajo el nombre DJ Erie.
Erie apareció como invitada en el vídeo musical de Amano Kousei, titulado Kibou ga Oka.

## Banda / Grupos
- Dream (2002-)
- E-girls (2011-)
- DANCE EARTH PARTY (2014)

## Apariciones Especiales
- Amano Kousei - Kibou ga Oka (2005)

## Discografía
1. “E.G.TIME” non-stop mix mixed by DJ Erie

## Participación de Erie en las canciones de E-girls
- (Como vocalista)

- (Sencillos)
- Follow Me

1. READY GO
2. Himawari (E-Girls Version)

- THE NEVER ENDING STORY

1. THE NEVER ENDING STORY

- Gomennasai No Kissing You

1. Koi no Boogie Woogie Train

- Kuru Kuru

1. Winter Love -Ai no Okurimono-
2. I Heard A Rumour -Uwasa Wassap!-

- Diamond Only

1. GO LADY!!

- E.G Anthem -WE ARE VENUS-

1. E.G. Anthem -WE ARE VENUS-
2. Chocolat

- Odoru Ponpokorin

1. Ureshii! Tanoshii! Daisuki!

- Mr. Snowman

1. Move It! -Dream & E-girls TIME-

- (Álbumes)
- [Lesson 1]

1. Loving bell
2. Shiny girls

- [COLORFUL POP]

1. RYDEEN -Dance All Night-
2. A S A P
3. Yakusoku no Basho

- [E.G. TIME]

1. Music Flyer
2. Rock n Roll Widow
3. Jiyou no Megami -Yuvuraia-
4. Kibou no Hikari -Kiseki wo Shinjite- (Dream & E-girls version)

- (Como performer (bailarina))

1. Celebration!
2. One Two Three
3. Gomennasai no Kissing You
4. Diamond Only
5. Highschool love